# Шернваль, Аврора Карловна
Баронесса Ева Аврора Шарлотта Шернваль (швед. Eva Aurora Charlotta Stjernvall; с 1836 носила фамилию Демидова, с 1846 — Карамзина; 1 августа 1808, Бьёрнеборг — 13 мая 1902, Гельсингфорс) — светская львица из шведского рода Шернваль из Финляндии, фрейлина и статс-дама русского императорского двора, крупная благотворительница. Сестра Карла Эмиля Шернваля и другой знаменитой светской красавицы, Эмилии Шернваль. Именем Авроры Карамзиной названы две улицы Хельсинки: Auroragatan/Aurorankatu (улица Авроры) и Karamzinsgatan/Karamzininkatu (улица Карамзиной).

## Биография
Родилась в разгар Русско-шведской войны 1808—1809 годов. Её родители, отец — барон Карл Юхан Шернваль (1764—1815), выборгский губернатор, и мать — Ева Густава фон Виллебранд (1784—1844), принадлежали к дворянским родам, прибывшим в Финляндию из Швеции. Она была вторым ребёнком в семье, старшим был Эмиль (1806—1890) и ещё две младшие сестры: Эмилия (1810—1846) и Александра (1812—1850). Овдовев, в 1816 году мать Авроры Карловны вышла замуж за видного выборгского сенатора и юриста Карла Йохана фон Валлена. По словам Я. К. Грота, она была дамой, которой «мало подобных, не столько по приятной наружности, сколько по восхитительному обращению и младенческой ласковости со всеми».
Аврора Шернваль и её сестры получили хорошее образование и отличались необыкновенной красотой. Трудно было решить, кто из сестёр лучше. Эмилия, сравнённая Лермонтовым с белой лилией, казалась обаятельнее смуглой брюнетки Авроры, но красота последней была пластичнее и строже.
Авроре Шернваль в 1824 или 1825 году посвятил стихотворение Евгений Баратынский, проходивший в то время службу в Финляндии. Баратынский также перевёл это своё стихотворение на французский язык:
 Выдь, дохни нам упоеньем,

 Соименница зари;

 Всех румяным появленьем

 Оживи и озари!

 Пылкий юноша не сводит

 Взоров с милой и порой

 Мыслит с тихою тоской:

 «Для кого она выводит

 Солнце счастья за собой?»

Её жизнь часто омрачалась утратами близких ей людей, за что её звали «роковой Авророй». По выходе в 1828 году замуж сестры, Аврора Карловна продолжала жить в Финляндии и уже готовилась вступить в брак с одним из соотечественников, но жених её неожиданно умер. После этого она уехала в Москву к сестре и прожила в её семье несколько лет. Второй её жених, «синеглазый демон» и любовь её юности, Александр Алексеевич Муханов (1802—1834), также умер до свадьбы, уже назначенной. 

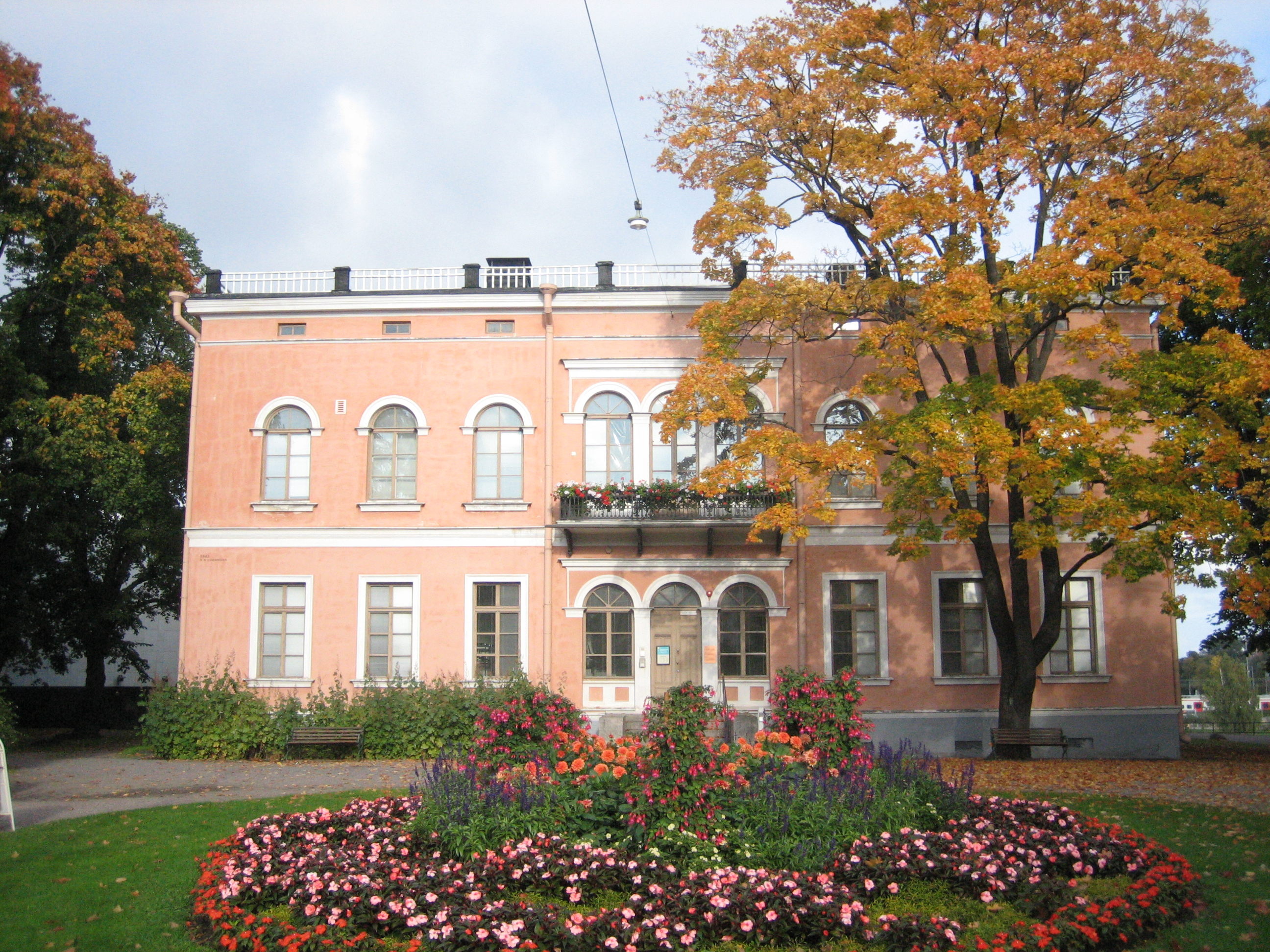
Вилла Авроры Демидовой-Карамзиной в Хельсинки

В 1835 году была пожалована во фрейлины. Была одной из первых петербургских красавиц, встречалась в свете с Пушкиным, Вяземским, А. И. Тургеневым. В её честь граф М. Ю. Виельгорский на слова Вяземского написал романс-мазурку.

Наконец, в 1836 году Аврора Карловна вышла замуж за известного богача и мецената, Павла Николаевича Демидова (1798—1840). Она дважды отказывала ему, но поддавшись на уговоры императрицы, согласилась. 25 марта 1840 года Демидов скончался, оставив ей сына Павла (1839—1885), будущего князя Сан-Донато. В. А. Муханов, брат бывшего жениха Авроры Карловны, по случаю кончины Демидова записал в своём дневнике:
Я думаю, что жена его, несмотря на всё то, что рассказывалось о чудачествах её мужа, должна быть удручена этим событием... Это женщина совершенство, она, кажется, обладает всем для счастья: умна, добра, чиста сердцем, красива, богата. Дай Бог ей со всеми этими преимуществами найти человека достойного её и который сделал бы её счастливой; она этого вполне заслуживает, и я надеюсь, что, за всё выстраданное ею, судьба не замедлит вознаградить её.
Наследовав Нижнетагильские владения Демидовых, Аврора Карловна занялась устройством социальной инфраструктуры заводов, обеспечив помощью наиболее обнищалую часть рабочих. В период управления А. К. Карамзиной демидовскими заводами в Нижнетагильском горнозаводском округе были устроены детский приют, сиротский и родильный дома и богадельня. Неоднократно Аврора Карловна совершала денежные вспомоществования нуждающимся. В честь неё был назван построенный в 1850 году Авроринский завод.
10 июля 1846 года Аврора Карловна вступила во второй брак с Андреем Николаевичем Карамзиным (1814—1854), старшим сыном Н. М. и Е. А. Карамзиных. Супруги венчались в церкви Симеона и Анны на Моховой. По словам Вяземского, всё семейство Карамзиных было очень довольно этим браком, хотя невеста и старше жениха, но «она милая, добрая женщина, и была и будет примерной женой». Зато всё общество и её родные восстали против этой свадьбы и удивляются, как «Демидова может решиться сойти с какого-то своего класса при дворе и, будучи тайной советницей, идти в поручицы. Но любовь восторжествует над супротивной силой».
24 мая 1854 года Андрей Карамзин был убит в Дунайской армии во время Крымской войны. За смертью мужа последовала в 1868 году смерть молодой жены её единственного сына, Марии Элимовны, а в 1885 году умер и сам сын — Павел Павлович Демидов, известный филантроп, живший в основном в Париже.

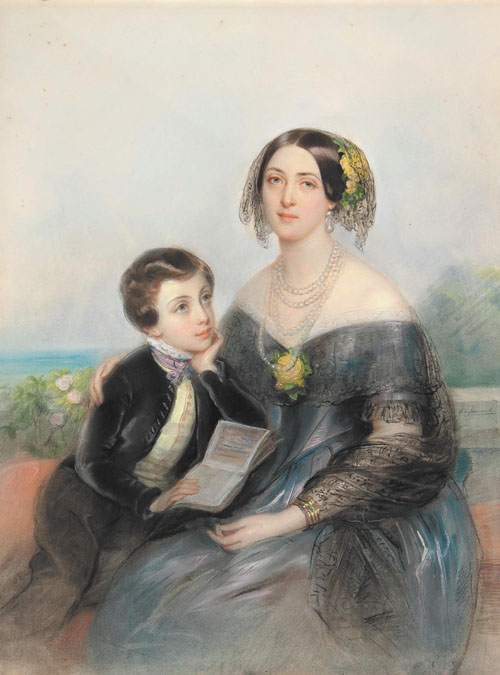
Аврора Карловна с сыном

Овдовев, Аврора Карловна вернулась на родину в Финляндию, где нашла утешение в благотворительности и общественной деятельности. Она была основательницей Института сестёр милосердия в Хельсинки. Внесла большой вклад в общественную работу и стала пионером в деле женского образования в Финляндии. Также долгое время была сосредоточена на благотворительной деятельности. Сначала лично, а потом с помощью кого-нибудь из слушательниц института сестёр милосердия принимала в назначенные дни нуждающихся в помощи. Помогала многим студентам, писателям и художникам. Посещала по праздникам народную школу в Трескенда, где участвовала во вручении учащимся стипендий и наград.
22 июля 1898 года Высочайшим указом Аврора Карловна была пожалована в статс-дамы.
Аврора Карловна cкончалась 13 мая 1902 года в возрасте 93 лет на своей вилле Хагасунд (Хакасалми) в Хельсинки и была похоронена на кладбище Хиетаниеми.
Правнуком Авроры Шернваль и Павла Демидова был принц Павел Карагеоргиевич, регент Югославии в период малолетства короля Петра II.

## Художественная литература
- Федоров Е. А.(1897—1961) трилогия «Каменный пояс», книга 3 «Хозяин каменных гор»

## Кино
- Мини-сериал «Перчатка Авроры», 4 серии. Производство: Россия, 2016 год.